# Petre M. Andrejevski

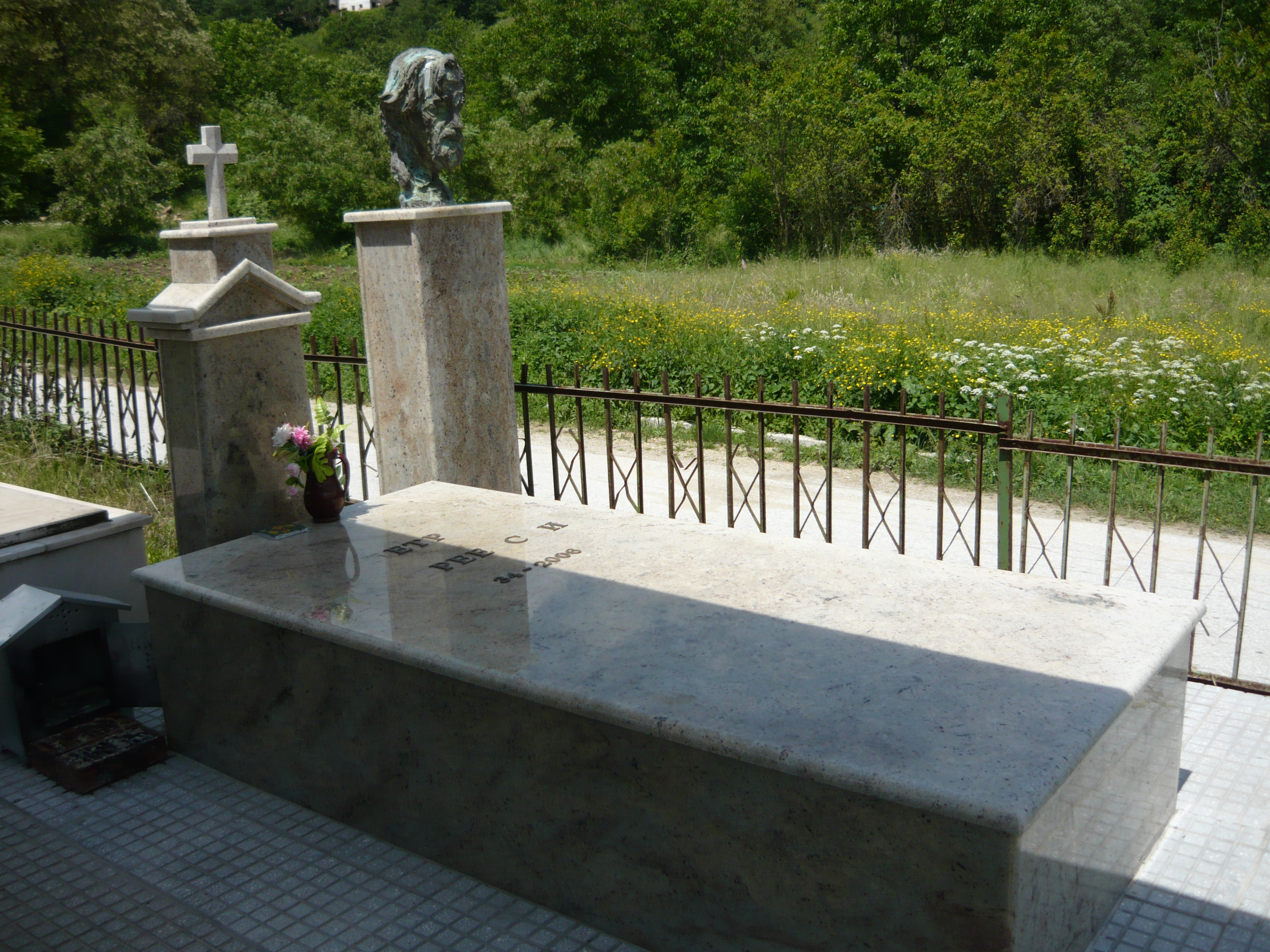
Het graf van Petre M. Andreevski in Sloeštica, Demir Hisar.

Petre Mito Andrejevski (Macedonisch: Петре Мито Андреевски) (Sloeštica (Demir Hisar), 25 juni 1934 – Skopje, 25 september 2006) was een Macedonische schrijver en dichter.

## Prijzen
- "11 oktomvri"
- "Brakja Miladinovtsi" (tweemaal),
- "Kotsjo Ratsin"
- "Stale Popov" (tweemaal)